# Bătălia de la Bapheus
Bătălia de la Bapheus  (în turcă Bafeus Muharebesi, Koyun Hisar Muharebesi, Koyunhisar Muharebesi, Yalakova Muharebesi) a avut loc pe 27 iulie 1302 între armata otomană condusă de Osman I și una bizantină a lui George Mouzalon. Bătălia s-a sfârșit cu o victorie otomană, întărind poziția statului otoman prin capturarea Bitiniei. Conform istoricului turc Halil İnalcık, otomanii și-au creat niște caracteristici ale statului după bătălie (Bafeus Savașı).

## Context
Osman I a urmat la conducerea clanului său în jurul anului 1282, iar în următoarele două decenii, a lansat o serie de raiduri tot mai adânc în granițele bizantine din Bitinia. Din 1301, otomanii au asediat Niceea, fosta capitală imperială. Raidurile turcilor au amenințat, de asemenea, orașul-port Nicomidia, prin foamete, distrugând recoltarea.
În primăvara anului 1302, împăratul Mihail al IX-lea (domnind din 1294/95 până în 1320) a lansat o campanie care a ajuns la sud, până la Magnesia. Turcii, uimiți de armata sa de mari dimensiuni, au evitat lupta. Mihail a încercat să-i confrunte, dar a fost descurajat de generalii săi. Turcii au reluat raidurile sale, practic izolând Magnesia. Armata s-a dizolvat fără luptă, cu trupele locale fugind să-și apere casele, iar alanii s-au alăturat familiilor lor din Tracia. Mihai a fost forțat să se retragă pe mare, urmat de un alt val de refugiați.

## Bătălia
Pentru a contracara amenințarea Nicomediei, co-împaratul lui Mihail, Andronic al II-lea Paleologul (domnind 1282-1328) a trimis o forță bizantină de aproximativ 2.000 de oameni, sub megas hetaireiarches George Mouzalon, să treacă peste Bosfor.
Pe câmpia de la Bapheus (greacă: Βαφεύς; un loc neidentificat, probabil la est de Nicomedia), la 27 iulie 1302, bizantinii au întâlnit o armată turcă de 5.000 de cavaleriști ușori sub Osman însuși, compusă din trupele proprii, precum și aliați din triburile turce din Paflagonia și în zona râului Maeander. Cavaleria turcă i-a atacat pe bizantini, al cărui contingent alan special nu a participat la luptă. Turcii au spart linia bizantină, forțându-l pe Mouzalon să se retragă la Nicomedia sub acoperirea forței alane.

## Urmări
Bapheus a fost prima victorie majoră otomană, și o mare importanță pentru expansiunea viitoare: bizantinii au pierdut efectiv controlul în Bitinia, forturile sale izolate au căzut unul câte unul. Înfrângerea bizantină a declanșat, de asemenea, un exod masiv al populației creștine din zona în alte părți europene ale Imperiului. Împreună cu dezastrul de Magnesia, care a permis turcilor de a ajunge și să se stabilească pe zonele de coastă ale Mării Egee, Bapheus a anunțat pierderea definitivă a Asiei Mici în defavoarea Bizanțului. Cucerirea otomană a Bitiniei era totuși treptat, iar ultimul avanpost bizantin în regiune, Nicomedia, a scăzut în 1337.